# もろさわようこ
もろさわ ようこ（1925年2月13日 - 2024年2月29日）は、日本の女性史研究家。本名は兩澤葉子。一般財団法人「志縁の苑」代表理事。

## 略歴

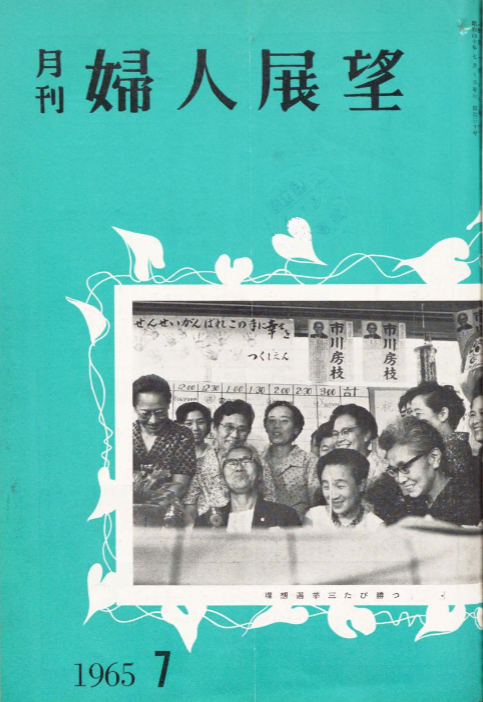
中心的な編集者として関わった『月刊婦人展望』（財団法人婦選会館）

1925年、長野県北佐久郡本牧村（現・佐久市）生まれ。
生家が没落し、女中奉公をしながら小学校を卒業。旧制専門学校入学者検定合格。戦中、疎開してきた陸軍士官学校・生徒隊本部に勤める。戦後、北信毎日新聞の記者（1946年）、鐘淵紡績丸子工場にあった鐘紡丸子高等文化学院の教員（1947年）を経て、1949年に上京した。
1946年には、初めて選挙で一票を投じた。
1951年、日本婦人有権者同盟（会長：市川房枝）の本部事務局に入り、機関紙『婦人有権者』を編集。また、財団法人婦選会館が発行する『月刊婦人展望』の編集者をつとめた。女性史研究家となる。庶民世界での近代女性史に関する著書多数、女性解放運動に力を注ぐ。1969年、『信濃のおんな』で毎日出版文化賞受賞。
1972年4月、長野県における全国婦人集会で「職場で社会主義や共産主義を唱えている活動家に部落問題を尺度にあてたら、それが本物か偽物かわかります。さらに、部落解放運動をしている方に女性問題を尺度にあてたら、それが本物か偽物かわかります」と発言したため、部落解放同盟中央本部から「部落解放同盟の中に分断を持ち込んだ」との理由で締め出され、すべての部落解放同盟支部でもろさわの講演が差し止められたことがある。後日、もろさわは「部落解放同盟には女性蔑視がある」と批判した。
1982年、佐久市に「歴史を拓（ひら）くはじめの家」（「志縁の苑」の前身）を開設した。2005年、第12回信毎賞受賞。
2024年2月29日未明、神奈川県川崎市で間質性肺炎のため死去した。99歳没。

## 著書
- 『おんなの歴史 愛のすがたと家庭のかたち』合同出版, 1965
- 『信濃のおんな』未來社, 1969
- 『おんなの歴史』未來社, 1970
- 『おんなの戦後史』未來社, 1971
  - 『新編 おんなの戦後史』河原千春編、ちくま文庫, 2021
- 『わわしい女たち 狂言・御伽草子にみる庶民像』三省堂ブックス, 1972
- 『おんな・部落・沖縄 女性史をとおして』未來社, 1974
- 『わが旅… 沖縄・信濃・断想』未來社, 1976
- 『おんなろん序説』未來社, 1981
- 『解放の光と影 おんなたちの歩んだ戦後』ドメス出版, 1983
- 『おんな・愛と抗い 近・現代のあゆみ』ドメス出版, 1984
- 『もろさわようこの今昔物語集』「わたしの古典」集英社, 1986、集英社文庫, 1996
- 『いのちに光あれ 女性史と差別』径書房, 1992
- 『オルタナティブのおんな論』ドメス出版, 1994
- 『大母幻想 宇宙大のエロス』ドメス出版, 2009.7
- 『南米こころの細道』ドメス出版, 2009.9
- 『沖縄おんな紀行 光と影』[14]影書房, 2010.12

### 共編著
- 『ドキュメント女の百年』全6巻 平凡社, 1978-79
- 『人間に光あれ』森田益子共著 径書房, 1991
- 『太古の系譜 沖縄宮古島の祭祀 上井幸子写真集』解説寄稿、比嘉豊光 写真編集、六花出版, 2018.5
- 『激動の中を行く 新編 与謝野晶子女性論集 新版』編・解説、新泉社, 2021.3

### その他
- 河原千春 編著『志縁のおんな　もろさわようことわたしたち』一葉社、2021年12月2日、ISBN 978-4-87196-083-0
- もろさわようこほか 著、源啓美、河原千春 編『沖縄ともろさわようこ　女性解放の原点を求めて』不二出版、2023年8月15日。ISBN 978-4-8350-8751-1。